# Sympycnus luteoviridis
Sympycnus luteoviridis är en tvåvingeart som först beskrevs av Octave Parent 1932.  Sympycnus luteoviridis ingår i släktet Sympycnus och familjen styltflugor.
Artens utbredningsområde är Taiwan. Inga underarter finns listade i Catalogue of Life.